# Flacht
Flacht település Németországban, Rajna-vidék-Pfalz tartományban. Lakosainak száma 998 fő (2023. december 31.).

## Népesség
A település népességének változása:
| Lakosok száma | 869  | 1047 | 1031 | 993  | 1006 | 998  |
|               | 1975 | 2017 | 2019 | 2021 | 2022 | 2023 |